# スクールバンド
スクールバンド（school band）は、広義には学校単位で運営される音楽団体のことを指す。狭義には音楽教育及び人間教育の一環として小学校や中学校、高等学校（さらには大学）のクラブ活動や部活動、サークル活動として活動している吹奏楽団、またはそれに近い編成の楽団のことを指す。音楽大学や音楽を専攻する学生のみによる団体を除外する場合もある。

## 各国でのスクールバンドの扱い
(2025年現在 音楽専門の学校を除く)
| 国名・地域名                              | 日本 | アメリカ、カナダ                                                                             | イギリス                             | ドイツ   | ノルウェー | シンガポール | 韓国     | 台湾                                                         |
| ----------------------------------------- | --- | -------------------------------------------------------------------------------------------- | ------------------------------------ | -------- | ---------- | ------------ | -------- | ------------------------------------------------------------ |
| 必修授業                                  | - | ○                                                                                            | ○                                    | 基礎学校 | -          | -            | -        | △ 音楽の授業で楽団を編成し活動している学校もある             |
| 選択授業・ クラブ活動(授業)               | 小：クラブ活動 高：普通科吹奏楽コース等の授業 | -                                                                                            | -                                    | 中等教育 | -          | -            | トンアリ | 社団                                                         |
| サークル活動(課外)                        | 小：特設クラブ 中・高：部活動 大：サークル | △ コンテストやリサイタルのために指揮者または生徒自身が臨時のアンサンブルを編成する場合がある | ○                                    | -        | -          | ○            | パンガフ | -                                                            |
| 学校単位での地域運営 (保護者会運営を含む) | 小・中 | -                                                                                            | -                                    | -        | ○          | -            | -        | -                                                            |
| 青少年のための地域バンド                  | △ これまで全国各地で記念行事等で短期間活動する選抜バンドや合同バンドがあったが、今後は部活動の地域移行により通年で活動する地域バンドが増えると予想されている | △ オーディションに合格することによって全地域バンド等に参加できる                             | △ 音楽センターに通うことで活動できる | -        | -          | -            | -        | △ エル・システマを実施して地域バンドを組織している地域がある |

## 日本のスクールバンド
日本の教育における小学校、中学校、高等学校のスクールバンドは、主にクラブ活動として活動している吹奏楽や金管バンド、マーチングバンド(ドラムアンドビューグルコーを含む)、ビッグバンド、またはそれらに近い編成の楽団のことを指し、小学校では器楽合奏団のことを指すこともある。音楽大学以外の大学においては、応援団や体育会所属のサークルとしてスポーツ応援活動やパレード、マーチング・ショーに取り組んでいる吹奏楽団やマーチングバンド、学生会(学友会)や文化会所属のサークルとして独立した音楽活動に取り組んでいる吹奏楽団やマーチングバンド、その両方に取り組んでいる吹奏楽団やマーチングバンドのことを指す。
戦後、1951年(昭和26年)に文部省が学習指導要領で特別教育活動(現 特別活動)について公示したことで、全国の小学校、中学校、高等学校で、スクールバンドが設置できるようになった。クラブ活動の必修化が、1968年(昭和43年)に小学校、1969年(昭和44年)に中学校、1970年(昭和45年)に高等学校で実施されたことと、学齢人口が増加したこと(団塊ジュニアが学齢に達したこと)に伴いスクールバンドの数が増加した。各コンクールへの出場を通して演奏の技術水準が飛躍的に向上し、プロおよびアマチュア音楽愛好家の広い裾野としての役割を果たしてきた。
2018年問題に象徴される少子化や、コロナ禍を機とする部員減少、学校における働き方改革による練習時間短縮、部活動の地域移行など様々理由により、スクールバンド全体の活動規模縮小が懸念されている。その一方で小編成スクールバンドのために、東日本学校吹奏楽大会や日本管楽合奏コンテストS部門が開催されたり、全日本吹奏楽コンクール課題曲公募要項で編成条件を小編成対応にしたり、課題曲演奏における規制緩和の実施が行われている。

### 日本のスクールバンドの特徴
年齢や活動時間がほぼ同じで、その活動は一年を通して行われ、学校内外の各種行事への参加の機会も多く、子供たちは豊富な演奏の場を経験できる。多くのスクールバンドは活動の中心をコンクール参加としている。スクールバンドによっては、音楽の追究よりも勝敗にこだわっていたり、参加行事をこなすことに重点を置いていたり、音楽面よりも人格形成に重点を置いていたりするために、音楽的理解が深められていないことがある。
1951年(昭和26年) 学習指導要領において「特別教育活動(のちの特別活動)は、生徒たち自身の手で計画され、組織され、実行され、かつ評価されねばならない。」と定められて以来、吹奏楽部などのスクールバンドでも「自発的、自治的な活動」、「自主的な生活態度」などをキーワードに活動が展開されてきたため、日本では吹奏楽指導についてアメリカのように統一された系統的な指導方法や練習システムは確立されていない。また、スクールバンドの顧問を担う教員は必ずしも音楽科教員である必要はなく音楽科教員以外でも担っている場合があるうえ、一部の大学を除いて音楽大学や音楽科教員を養成する大学では吹奏楽指導法の授業はないため、ほとんどは顧問を務めるようになってから指揮法や合奏法を自己研鑽して習得している。解決策として中学校では2017年度(平成29年度)より部活動指導員が制度化され、学校が外部指導者として専門家を利用できるようになった。
授業ではなく異年齢集団として活動しているため、日本独特の「上下関係システム"Jougekankei System"」という年長者が年少者を指導する練習体系がある。

### 「スクールバンド」の名称使用について
1930年(昭和5年) 東京府立第一商業高等学校(現東京都立第一商業高等学校)ほかを指導していた廣岡淑生(後の全国中学校吹奏楽研究協議会会長、日本吹奏楽指導者協会会長、全日本吹奏楽連盟会長)が、東京音楽学校(現東京藝術大学)での音楽教育研究大会で研究発表「スクールバンドに就いて」を行った。これは「スクールバンド」の名称が使用されたものとして最も古い記録である(2024年12月31日現在)。「スクールバンドに就いて」で廣岡は、「我国のバンドに付いては軍楽隊位なもので、民間のバンドとしては、大方のものはヂンダンヂンダンとやって居るに過ぎないのである。我国のスクールバンドに付いて考えてみると、運動会用の器具に等しいのである。そこで是からは音楽教育として、学校の一機関として、そうした地位に於いて教育の目的に向かって縦横に馳駆しなければならぬ。」と述べ、「スクールバンド」という名称を日露戦争を機に増えた軍楽隊やジンタ(ヂンタ)等の実用音楽と区別し、学校生徒・児童の発達段階に応じた音楽教育及び人間教育の一環と捉えて指導にあたった。その後も廣岡は1933年(昭和8年)「季刊ブラスバンド vol.1」No.4(管楽器研究会)で「スクールバンドの現在と将来」、1933年(昭和8年)「音楽教育の思潮と研究」(田村虎蔵先生記念刊行会編 目黒書店 1933年)で「スクールバンド」、1935年(昭和10年)「学校音楽」六月号(共益商社書店)で「学校合奏団指導」と題し、同様のことを論じた。

### 歴史
明治：日露戦争(1904年(明治37年)〜1905年(明治38年))の頃、出兵する兵士を送るため、少年少女たちによる音楽隊や楽隊が全国で組織される。
- 1869年(明治2年) 本牧山妙香寺（横浜市中区）にてイギリス陸軍第十連隊第一隊長のジョン・ウィリアム・フェントンの指導を受けた30人余りの薩摩藩「軍楽伝習生」による薩摩藩軍楽隊「薩摩バンド（サツマバンド）」が設立。この軍楽隊が日本初の近代的軍楽隊とされ、また日本最初の吹奏楽団とされる。
- 1884年(明治17年) 海南学校(現高知県立高知小津高等学校)喇叭隊が設立。

軍事教練のために結成
- 1893年(明治26年) 札幌農学校(北海道大学の前身)予備科音楽隊が設立。
- 1894年(明治27年) 日清戦争開戦。
- 1895年(明治28年) 日清戦争終戦。四日市商業学校(現三重県立四日市商業高等学校)音楽部が設立。
- 1904年(明治37年) 日露戦争開戦。鎌倉郡本郷(現横浜市栄区)の少年少女音楽隊(大太鼓、小太鼓、アコーディオン、笛による器楽合奏の鼓笛隊)の写真と、1904年(明治37年)〜1905年(明治38年) 久良岐郡金沢村町屋(現横浜市金沢区)の音楽隊の帳簿(大太鼓、小太鼓、シンバル、風琴(アコーディオン)を購入)が、横浜開港資料館に展示されている。
- 1905年(明治38年) 日露戦争終戦。高知商業学校(現高知市立高知商業高等学校)音楽隊(クラリネット2、トランペット1、バリトン1、バス1、大太鼓1、小太鼓1の7名編成)が設立。
- 1909年(明治42年) 京都府立第二中学校(現京都府立鳥羽高等学校)楽団が設立。大日本帝国陸軍第4師団軍楽隊隊長を退役した小畠堅八郎に指導を依頼した。
- 1909年(明治42年) 日本統治時代の台湾に台北第一師範学校(現台北市立教育大学)吹奏楽団が設立。

大正〜昭和・戦前：街頭での出征兵士への壮行演奏や国威高揚を目的とした演奏だけでなく、学校行事等での式典演奏を行うスクールバンドが現れ、学校の音楽会で行進曲以外にも編曲されたクラシック音楽も演奏されるようになった。昭和に入り、各地域で吹奏楽連盟が組織されたことで、クラシック音楽を演奏する大演奏会や競技会が開催されるようになった。
- 1923年(大正12年) 八街農林学園(現千葉黎明高等学校)軍楽部(指導者：西村繁)が設立。

指導者の西村は留学したコロンビア大学で目の当たりにした学校行事等で中心的な役割を担うスクールバンドの効用を実感し、学校創立と同時にバンド編成の準備を進めた。入学式や卒業式、応援など学校行事での演奏のほか、近隣の小学校の運動会での演奏などコミュニティバンドとして活動した記録が残っている。
- 1925年(大正14年) 旭川師範学校(現北海道教育大学旭川校)吹奏楽団(指導者：町井八郎)が設立。
- 1928年(昭和3年) 東京府立第一商業学校(現東京都立第一商業高等学校)吹奏楽団(指導者：廣岡淑生)が設立。

指導者の廣岡は「スクールバンド」という名称を用い、これまでの軍楽やジンタ等の実用音楽と区別し、学校生徒・児童の発達段階に応じた音楽教育及び人間教育の一環と捉えて指導にあたった。
- 1929年(昭和4年) 堀内敬三が「吹奏楽論」(フィルハーモニー、1929年)で「吹奏楽」という訳語を評論する。日本初の吹奏楽連盟となる旭川吹奏楽連盟が結成される。
- 1927年(昭和2年) 陸軍戸山学校軍楽隊楽長の大沼哲の発案により日本管楽器製作所(ニッカン)(ヤマハ管楽器製造の前身)が「喇叭鼓隊」という編成[注 1]の音楽隊の普及を進める。
- 1930年(昭和5年) 大阪市天王寺商業学校(現大阪市立大阪ビジネスフロンティア高等学校)吹奏楽団(指導者：高丘黒光、和田義助ほか)が設立。
- 1935年(昭和10年) 田邊吹奏楽器製造所(タナベ)(後に河合楽器製作所に吸収)が国産初のサックスを発売[5]。
- 1936年(昭和11年) 戦争の影響で楽器の国産化が急激に進められた。日本管楽器製作所(ニッカン)がサックスを発売[6]。
- 1937年(昭和12年) 天理中学校(現天理高等学校)吹奏楽部(指導者：矢野清)が設立。
- 1937年(昭和12年) 埼玉県大宮工業学校(現埼玉県立大宮工業高等学校)喇叭隊(指導者：岡本末蔵)が設立。1939年(昭和14年) 音楽部に改組。
- 1937年(昭和12年)7月7日 日中戦争開戦。街頭での出征兵士への壮行演奏や国威高揚を目的とした演奏が増えていく。
- 1939年(昭和14年)11月11日 大日本吹奏樂聯盟(現全日本吹奏楽連盟)[注 2]が設立。
- 1940年(昭和15年)11月23日 第1回全日本吹奏樂競演會 紀元二千六百年奉祝 集團音楽大行進並大競演會(現全日本吹奏楽コンクール)が開催される。部門「吹奏楽部」が現在の全日本吹奏楽コンクール、部門「喇叭鼓楽部」が現在の全日本マーチングコンテストの礎となる。
- 1941年(昭和16年)12月8日 太平洋戦争開戦。

昭和・戦後：全日本吹奏楽コンクール、全日本マーチングコンテスト、全日本小学校バンドフェスティバル、全国小学校管楽器合奏フェスティバル等が開催される。中学校と高等学校、大学においては、吹奏楽コンクール課題曲の編成に準じた編成を整えていくようになり、団体によってはソプラノ・サックスやフリューゲルホルンのほか、イングリッシュホルンやコントラバスクラリネット、ハープ、マリンバなど高価の楽器を揃えるようになる。小学校においては、各団体の方針に基づいて吹奏楽だけでなく、金管バンド、マーチングバンド、ビッグバンド、器楽合奏など多様な編成での活動が盛んになる。全日本吹奏楽コンクール等で優秀な成績を収めた団体が海外のイベントに招待され演奏したり、海外のコンテストに出場し優秀な成績を収めたことで、日本のスクールバンドのレベルの高さを世界に伝えることとなった。
- 1945年(昭和20年)8月15日 太平洋戦争終戦。
- 1951年(昭和26年) 文部省が学習指導要領で特別教育活動について公示。
- 1953年(昭和28年) ホームこどもコンクール(現こども音楽コンクール)(独唱と独演のみ)が初開催。

1954年(昭和29年) 合唱と合奏の2つの団体部門を追加。
- 1956年(昭和31年)12月9日 第4回全日本吹奏楽コンクールが開催。
- 1957年(昭和32年) 全日本器楽合奏コンクールが初開催。

1962年(昭和37年) NHK全国学校音楽コンクール合奏の部として開催。
1968年(昭和43年) 全国学校合奏コンクールとして開催。
2012年(平成24年) 日本学校合奏コンクールとして開催。
- 1958年(昭和33年) 中部日本吹奏楽コンクールが初開催。
- 1966年(昭和41年)1月1日 天理高等学校吹奏楽部が、アメリカのローズ・パレードに初の海外団体として参加。
- 1973年(昭和48年)4月 静岡県立浜松工業高等学校吹奏楽団(指揮:遠山詠一)が、アメリカ吹奏楽指導者協会の招待によりアメリカとメキシコにおいて演奏。
- 1973年(昭和48年)12月23日 マーチングバンド・バトントワーリング全国大会(現 マーチングバンド全国大会)が初開催。
- 1977年(昭和52年) 全国高等学校総合文化祭が初開催。
- 1978年(昭和53年)7月 静岡県ユース吹奏楽団(静岡県中学高校選抜吹奏楽団)(指揮:遠山詠一)が、オランダの第8回ケルクラーデ世界音楽コンクール(WMC)1978 の吹奏楽第2部門において金賞(第1位)を受賞。
- 1980年(昭和55年)7月 関東第一高等学校吹奏楽部(指揮:塩谷晋平)が、ウィーン国際青少年音楽祭の吹奏楽部門コンクールにおいて第1位を受賞。
- 1982年(昭和57年)11月7日 全日本小学校バンドフェスティバル(現 全日本小学生バンドフェスティバル)が初開催。

1997年(平成9年) 座奏形式もマーチング形式も「全日本マーチングフェスティバル 小学校バンドの部」に統一され、「全日本マーチングフェスティバル パレードコンテスト中学の部／同高校の部／フェスティバル中学の部／同高校・一般の部」の前日に同会場で開催。
2019年(令和元年) 「全日本小学生バンドフェスティバル」に名称変更。小学生による地域バンドや合同バンドが出場できるようになった。
2024年(令和6年) 10月26日ステージパフォーマンス部門(全日本吹奏楽コンクール大学・職場一般の部と同会場)と11月16日マーチング部門(全日本マーチングコンテストと同会場)に分けて開催。
- 1986年(昭和61年)3月 秋田県立花輪高等学校吹奏楽部(指揮:小林久仁郎)が、第1回環太平洋音楽祭(PACIFIC BASIN MUSIC FESTIVAL)(ハワイ)においてグランプリを受賞。
- 1987年(昭和62年)12月 福岡工業大学附属高等学校(現福岡工業大学附属城東高等学校)吹奏楽部(指揮:鈴木孝佳)が、ミッドウエスト・クリニックに日本の吹奏楽団として初めて出演。
- 1988年(昭和63年)11月13日 全日本マーチングフェスティバル(現全日本マーチングコンテスト)が初開催。

平成：全日本高等学校選抜吹奏楽大会、日本管楽合奏コンテスト、全日本高等学校吹奏楽大会in横浜、シンフォニックジャズ&ポップスコンテスト、 全日本ポップス＆ジャズバンドグランプリ大会、全日本ブラスシンフォニーコンクール、全国ポピュラーステージ吹奏楽コンクール等、従来の吹奏楽コンクールだけではなく、様々な目的をもったコンテストが開催されるようになる。
- 1989年(平成元年)3月26日 全日本高等学校選抜吹奏楽大会が初開催。
- 1995年(平成7年)7月23日 日本管楽合奏コンテストが初開催。
- 1999年(平成11年)8月28日 全日本高等学校吹奏楽大会in横浜が初開催。
- 2001年(平成13年)11月3日 東日本学校吹奏楽大会が初開催。
- 2001年(平成13年) 全国中学校総合文化祭が初開催。
- 2013年(平成25年)2月3日 シンフォニックジャズ&ポップスコンテストが初開催。
- 2013年(平成25年)12月25日 全日本小学生金管バンド選手権が初開催。
- 2014年(平成26年)2月1日 全日本ポップス＆ジャズバンドグランプリ大会が初開催。
- 2015年(平成27年)9月22日 全日本ブラスシンフォニーコンクールが初開催。
- 2015年(平成27年)11月21日 全国ポピュラーステージ吹奏楽コンクールが初開催。
- 2018年(平成30年) 日本管楽合奏コンテストにS部門[注 3]が新設。

令和：地域バンドへの移行が始まる。
- 2021年(令和3年)10月10日東日本学校吹奏楽大会に地域バンドの真岡キッズハーモニー(指揮:有馬大志)が出場し、金賞を受賞。11月20日 全日本小学生バンドフェスティバルに東広島市立寺西小学校・東広島市立龍王小学校の合同バンドが出場し、金賞を受賞。
- 2023年(令和5年) 部活動の地域移行が始まる[7]。
- 2024年(令和6年)全日本吹奏楽コンクールにおいて「中学校の部」から「中学生の部」に名称変更。中学生による地域バンドや合同バンドが出場できるようになった。10月19日全日本吹奏楽コンクール全国大会に加古川市立中部中学校・加古川市立浜の宮中学校の合同バンド(指揮:中原淳子)が出場し、銀賞を受賞。

### 全日本吹奏楽連盟の加盟団体数の推移
小学校、中学校、高等学校においてクラブ活動として吹奏楽団や金管バンド、マーチングバンドを設置しているほとんどの学校が、全日本吹奏楽連盟の下部組織吹奏楽連盟に加盟している。
| 年度                | 小学校 | 中学校 | 高等学校 | 大学 | 職場 | 一般  | 合計   | 備考                         |
| ------------------- | ------ | ------ | -------- | ---- | ---- | ----- | ------ | ---------------------------- |
| 昭和43年度 1968年度 | 44     | 1,846  | 1,158    | 59   | 144  | 57    | 3,308  |                              |
| 昭和54年度 1979年度 | 238    | 3,057  | 2,053    | 112  | 96   | 382   | 5,938  |                              |
| 平成元年度 1989年度 | 842    | 5,722  | 3,326    | 207  | 102  | 955   | 11,154 |                              |
| 平成22年度 2010年度 | 1,125  | 7,188  | 3,792    | 331  | 88   | 1,771 | 14,295 | 大学と合計が最多             |
| 平成25年度 2013年度 | 1,173  | 7,192  | 3,810    | 323  | 75   | 1,692 | 14,265 | 小学校が最多                 |
| 平成26年度 2014年度 | 1,145  | 7,214  | 3,823    | 313  | 80   | 1,666 | 14,241 | 中学校と高校が最多           |
| 令和6年度 2024年度  | 840    | 7,086  | 3,616    | 281  | 66   | 1,472 | 13,361 | 平成元年度以降で小学校が最少 |

### 吹奏楽コンクール参加状況
| 年度 | 中学校 50名以下の部門 | 中学校 35名以下の部門 | 不参加 | 中学校 50名以下の部門 | 中学校 35名以下の部門 | 不参加 |
| ---- | --------------------- | --------------------- | ------ | --------------------- | --------------------- | ------ |
| 2017 | 2,831                 | 3,877                 | 498    | 39.3%                 | 53.8%                 | 6.9%   |
| 2023 | 2,230                 | 4,183                 | 673    | 31.5%                 | 59.0%                 | 9.5%   |

| 年度 | 高等学校 55名以下の部門 | 高等学校 35名以下の部門 | 不参加 | 高等学校 55名以下の部門 | 高等学校 35名以下の部門 | 不参加 |
| ---- | ----------------------- | ----------------------- | ------ | ----------------------- | ----------------------- | ------ |
| 2017 | 1,526                   | 1,706                   | 570    | 40.1%                   | 44.9%                   | 15.0%  |
| 2023 | 1,197                   | 1,634                   | 785    | 33.1%                   | 45.2%                   | 21.7%  |

| 年度 | 大学 55名以下の部門 | 大学 35名以下の部門 | 不参加 | 大学 55名以下の部門 | 大学 35名以下の部門 | 不参加 |
| ---- | ------------------- | ------------------- | ------ | ------------------- | ------------------- | ------ |
| 2017 | 141                 | 21                  | 137    | 47.2%               | 7.0%                | 45.8%  |
| 2023 | 133                 | 16                  | 132    | 47.3%               | 5.7%                | 47.0%  |

- 35名以下の部門は、支部によって人数の上限が異なる
- 35名以下の部門には都道府県によっては人数制限なしのフリー部門も含まれる
- 大学の部で35名以下(小編成)の部門を設置しているのは、北海道支部のみ

### 活動状況
一部の学校を除き、小学校、中学校、高等学校では、授業日は授業外の時間帯（朝の始業前、昼休み、放課後）に活動、授業日以外は各学校毎によって活動状況が異なる。音楽高等学校や高等学校の音楽科、普通科音楽コース等においては、授業として活動できる時間帯がある。

#### 「文化部活動の実態把握に関する調査」アンケート結果(文化庁、2018年(平成30年))
調査対象校・調査対象の選定基準

　中学校　 : 全国中学校総合文化祭の直近2か年の出場校44校中のうち、吹奏楽10校

　高等学校 : 文化部活動事例集の直近2か年の執筆協力校37校のうち、吹奏楽17校
- 一週間当たりの平日の平均的な活動日数

| 0日 | 1日 | 2日 | 3日  | 4日   | 5日   |
| --- | --- | --- | ---- | ----- | ----- |
| 0%  | 0%  | 0%  | 3.7% | 37.0% | 59.3% |

- 一週間当たりの土曜日の平均的な活動時間

| 活動なし | １時間未満 | １〜2時間未満 | 2〜3時間未満 | 3〜4時間未満 | 4〜5時間未満 | 5〜6時間未満 | 6〜7時間未満 | 7時間以上 |
| -------- | ---------- | ------------- | ------------ | ------------ | ------------ | ------------ | ------------ | --------- |
| 3.7%     | 0%         | 0%            | 18.5%        | 14.8%        | 14.8%        | 14.8%        | 14.8%        | 18.5%     |

- 長期休業期間中の一週間当たりの平均的な活動日数

| 0日 | 1日 | 2日 | 3日  | 4日   | 5日   | 6日   | 7日  |
| --- | --- | --- | ---- | ----- | ----- | ----- | ---- |
| 0%  | 0%  | 0%  | 7.4% | 14.8% | 37.0% | 33.3% | 7.4% |

#### 文化部活動等の実態調査 報告書(文化庁、2020年(令和2年)3月)
調査概要

　調査手法 : インターネットリサーチ(WEBアンケート調査)

　調査時期 : 2020年1月20日(月)〜2020年1月29日(水)

　調査対象者 : 全国の部活動に所属している国公私立、国立大学付属の中学校段階、高等学校段階の学校生徒の保護者

　回収数 : 中学校段階の保護者10,000名、高等学校段階の保護者10,000名
表示注意事項

　本報告書の集計結果は原則として小数第2位を四捨五入しているため、合計が100%にならない場合がある。

　複数回答の集計結果は合計が100%を超える場合がある。
- 部活動の種別における吹奏楽部員の割合

|        | 割合  | 回答数 |
| ------ | ----- | ------ |
| 中学生 | 10.4% | 1,036  |
| 高校生 | 6.3%  | 634    |

- 吹奏楽部の1日の活動時間 【平日(月曜〜金曜)(夏休み等の長期休業中以外の期間)】

|        | 30分未満 | 30分〜1時間未満 | 1時間〜2時間未満 | 2時間〜3時間未満 | 3時間〜4時間未満 | 4時間〜5時間未満 | 5時間〜6時間未満 | 6時間〜7時間未満 | 7時間〜8時間未満 | 8時間〜9時間未満 | 9時間〜10時間未満 | 10時間〜11時間未満 | 11時間〜12時間未満 | 12時間 以上 |
| ------ | -------- | --------------- | ---------------- | ---------------- | ---------------- | ---------------- | ---------------- | ---------------- | ---------------- | ---------------- | ----------------- | ------------------ | ------------------ | ----------- |
| 中学生 | 1.6%     | 7.9%            | 50.7%            | 33.5%            | 5.2%             | 0.1%             | 0.2%             | 0.1%             | 0.2%             | 0%               | 0.3%              | 0.1%               | 0%                 | 0.1%        |
| 高校生 | 0.6%     | 3.3%            | 38.0%            | 40.2%            | 13.6%            | 2.5%             | 1.1%             | 0.3%             | 0%               | 0.2%             | 0%                | 0%                 | 0%                 | 0.2%        |

- 吹奏楽部の1日の活動時間 【土曜・日曜(夏休み等の長期休業中以外の期間)】

|        | 30分未満 | 30分〜1時間未満 | 1時間〜2時間未満 | 2時間〜3時間未満 | 3時間〜4時間未満 | 4時間〜5時間未満 | 5時間〜6時間未満 | 6時間〜7時間未満 | 7時間〜8時間未満 | 8時間〜9時間未満 | 9時間〜10時間未満 | 10時間〜11時間未満 | 11時間〜12時間未満 | 12時間 以上 |
| ------ | -------- | --------------- | ---------------- | ---------------- | ---------------- | ---------------- | ---------------- | ---------------- | ---------------- | ---------------- | ----------------- | ------------------ | ------------------ | ----------- |
| 中学生 | 3.9%     | 0.9%            | 5.5%             | 18.5%            | 35.5%            | 16.0%            | 8.2%             | 5.1%             | 4.3%             | 1.3%             | 0.2%              | 0.1%               | 0.2%               | 0.3%        |
| 高校生 | 5.7%     | 0.6%            | 6.0%             | 11.7%            | 20.7%            | 11.5%            | 13.7%            | 12.0%            | 9.1%             | 3.2%             | 3.3%              | 1.3%               | 0.5%               | 0.8%        |

- 吹奏楽部の週何日の休みの日数 【平日(月曜〜金曜)(夏休み等の長期休業中以外の期間)】

|        | 1日   | 2日   | 3日  | 4日    | 5日    | なし  |
| ------ | ----- | ----- | ---- | ------ | ------ | ----- |
| 中学生 | 57.8% | 12.2% | 2.2% | 1%未満 | 1%未満 | 26.3% |
| 高校生 | 32.8% | 8.4%  | 2.5% | 1%未満 | 1%未満 | 54.7% |

- 吹奏楽部の週何日の休みの日数　【土曜・日曜(夏休み等の長期休業中以外)】

|        | 1日   | 2日  | なし  |
| ------ | ----- | ---- | ----- |
| 中学生 | 79.7% | 6.9% | 13.3% |
| 高校生 | 59.1% | 8.2% | 32.6% |

- 吹奏楽部の1日の活動時間 【平日(月曜〜金曜)(夏休み等の長期休業中)】

|        | 30分未満 | 30分〜1時間未満 | 1時間〜2時間未満 | 2時間〜3時間未満 | 3時間〜4時間未満 | 4時間〜5時間未満 | 5時間〜6時間未満 | 6時間〜7時間未満 | 7時間〜8時間未満 | 8時間〜9時間未満 | 9時間〜10時間未満 | 10時間〜11時間未満 | 11時間〜12時間未満 | 12時間 以上 |
| ------ | -------- | --------------- | ---------------- | ---------------- | ---------------- | ---------------- | ---------------- | ---------------- | ---------------- | ---------------- | ----------------- | ------------------ | ------------------ | ----------- |
| 中学生 | 1.4%     | 1.1%            | 6.7%             | 17.5%            | 33.7%            | 15.3%            | 10.0%            | 6.8%             | 5.2%             | 1.6%             | 0.1%              | 0.2%               | 0.2%               | 0.3%        |
| 高校生 | 2.4%     | 2.4%            | 5.5%             | 10.9%            | 18.0%            | 12.6%            | 14.2%            | 12.9%            | 11.7%            | 5.5%             | 1.4%              | 1.7%               | 0.3%               | 0.5%        |

- 吹奏楽部の1日の活動時間 【土曜・日曜(夏休み等の長期休業中)】

|        | 30分未満 | 30分〜1時間未満 | 1時間〜2時間未満 | 2時間〜3時間未満 | 3時間〜4時間未満 | 4時間〜5時間未満 | 5時間〜6時間未満 | 6時間〜7時間未満 | 7時間〜8時間未満 | 8時間〜9時間未満 | 9時間〜10時間未満 | 10時間〜11時間未満 | 11時間〜12時間未満 | 12時間 以上 |
| ------ | -------- | --------------- | ---------------- | ---------------- | ---------------- | ---------------- | ---------------- | ---------------- | ---------------- | ---------------- | ----------------- | ------------------ | ------------------ | ----------- |
| 中学生 | 4.9%     | 1.2%            | 4.8%             | 14.8%            | 32.7%            | 16.4%            | 10.3%            | 6.9%             | 5.5%             | 1.7%             | 0.3%              | 0.1%               | 0.2%               | 0.2%        |
| 高校生 | 7.4%     | 0.6%            | 5.0%             | 9.1%             | 16.2%            | 12.3%            | 15.0%            | 11.7%            | 12.6%            | 6.0%             | 1.3%              | 1.7%               | 0.6%               | 0.3%        |

- 吹奏楽部の2019年(令和元年)の夏休み期間中の連続した休みの日数

|        | 2日間未満 | 2日間 | 3日間 | 4日間 | 5日間 | 6日間 | 7日間 | 8日間 | 9日間 | 10日間 | 11日間 | 12日間 | 13日間 | 14日間 | 15日間以上 |
| ------ | --------- | ----- | ----- | ----- | ----- | ----- | ----- | ----- | ----- | ------ | ------ | ------ | ------ | ------ | ---------- |
| 中学生 | 3.3%      | 3.8%  | 8.7%  | 7.4%  | 16.5% | 5.4%  | 20.5% | 3.4%  | 2.2%  | 12.6%  | 0.6%   | 1.4%   | 0.1%   | 3.1%   | 11.0%      |
| 高校生 | 6.0%      | 5.5%  | 13.4% | 10.9% | 18.9% | 3.5%  | 17.0% | 2.4%  | 0.9%  | 10.1%  | 0.2%   | 0.5%   | 0.3%   | 2.5%   | 7.9%       |

### バンド編成の推移
アメリカでは授業として吹奏楽活動が実施されているためバンドの規模や各パート毎の人数に目安があるが、日本では任意の特別活動として吹奏楽活動が実施されているため学校規模によってバンドの規模や各パート毎の人数は異なり、さらに地域性に因る幅もある。数名のバンドから100名を超えるバンドまで様々である。

#### 1905年(明治38年) 高知市立高知商業学校(現高知市立高知商業高等学校)音楽隊の編成
| 楽器名     | 楽器数 |
| ---------- | ------ |
| Clarinet   | 2      |
| Trunpet    | 1      |
| Baritone   | 1      |
| Bass       | 1      |
| Snare Drum | 1      |
| Bass Drum  | 1      |

#### 1944年(昭和19年) 静岡県立見付高等女学校(現静岡県立磐田北高等学校)管楽隊の編成
| 楽器名              | 楽器数 |
| ------------------- | ------ |
| Piccolo             | 2      |
| Flute               | 2      |
| E♭ Clarinet         | 2      |
| B♭ Clarinet         | 5      |
| Cornet              | 4      |
| Trunpet             | 3      |
| Altohorn            | 3      |
| Valve Trombone      | 3      |
| Baritone            | 3      |
| 小バス              | 3      |
| Snare Drum          | 1      |
| Bass Drum & Cymbals | 1      |

同校に「管楽隊購入経過調書」が残っている。

#### 1937年度(昭和12年度)〜1940年度(昭和15年度) 楽器メーカー推奨の編成
- ブラスバンド[注 4]

| 楽器名              | ニッカン 20名 (1937年) | タナベ 20名 (1938年) | ヲグラ 15名 (1940年) |
| ------------------- | ---------------------- | -------------------- | -------------------- |
| Piccolo C/Db        | 1                      | 1                    | 1                    |
| Flute               | (1)                    |                      |                      |
| Oboe                | 1                      |                      |                      |
| E♭ Clarinet         |                        | 1                    |                      |
| B♭ Clarinet         | 4                      | 3                    | 1                    |
| B♭ Clarinet(13keys) |                        |                      | 2                    |
| E♭ Alto Saxophone   | 1                      |                      |                      |
| A/B♭ Cornet         | 3                      | 3                    | 2                    |
| A/B♭ Trumpet        | 1                      | 2                    | 1                    |
| Altohorn            | 2                      | 2                    |                      |
| Trombone            | 2                      | 2                    | 2                    |
| Baritone in B♭      | 1                      | 1                    | 1                    |
| 小バス              | 2                      | 1                    | 2                    |
| E♭ Bass             |                        | 1                    |                      |
| Contrabass in B♭    | 1                      |                      |                      |
| Snare Drum          | 1                      | 1                    | 1                    |
| Bass Drum & Cymbals | 1                      | 1                    | 1                    |
| Total               | 20                     | 20                   | 15                   |

- 喇叭鼓隊など

| 楽器名               | ニッカン 17名 喇叭鼓隊 (1937年) | タナベ 18名 旋律喇叭隊 (1938年) | ヲグラ 15名 喇叭鼓隊 (1940年) |
| -------------------- | ------------------------------- | ------------------------------- | ----------------------------- |
| 指揮杖               | 1                               |                                 | 1                             |
| ピッコロ             |                                 | 2                               |                               |
| 旋律クラリネット     |                                 | 4                               |                               |
| 小喇叭(または長喇叭) | 6                               |                                 | 6                             |
| 中喇叭               | 4                               |                                 | 4                             |
| 大喇叭               | 1                               |                                 | 1                             |
| ピストン喇叭         |                                 | 4                               |                               |
| バリトン喇叭         |                                 | 2                               |                               |
| 小太鼓               | 4                               | 3                               | 4                             |
| 大太鼓 & シンバル    | 1                               |                                 | 1                             |
| 大太鼓               |                                 | 1                               |                               |
| シンバル             |                                 | 2                               |                               |
| 合計                 | 17                              | 18                              | 17                            |

#### 吹奏楽コンクール課題曲の編成
- <ア> 1940年度(昭和15年度) 第1回全日本吹奏樂競演會 紀元二千六百年奉祝 集團音楽大行進並大競演會 吹奏楽部課題曲 大行進曲「大日本」(斉藤丑松)[13]
- <イ>1956年度(昭和31年度) 第4回全日本吹奏楽コンクール 大学・一般の部課題曲 行進曲「大空」(須摩洋朔)[14]
- <ウ> 1966年度(昭和41年度) 第14回全日本吹奏楽コンクール 他部門課題曲 吹奏楽のための小狂詩曲(大栗裕)[15][16]
- <エ>1976年度(昭和51年度) 第24回全日本吹奏楽コンクール 課題曲D ポップス描写曲「メイン・ストリートで」(岩井直溥)[17]
- <オ>1986年度(昭和61年度) 第34回全日本吹奏楽コンクール 課題曲C 吹奏楽のための序曲(間宮芳生)[18]
- <カ>1996年度(平成8年度) 第44回全日本吹奏楽コンクール 課題曲I 管楽器のためのソナタ(伊藤康英)[19]
- <キ>2008年度(平成20年度) 第56回全日本吹奏楽コンクール 課題曲I ブライアンの休日(内藤淳一)[20]

| 楽器名                        | <ア> | <イ> | <ウ> | <エ> | <オ> | <カ> | <キ> |
| ----------------------------- | ---- | ---- | ---- | ---- | ---- | ---- | ---- |
| Piccolo                       | 1    | 1    | 1    | 1    | 1    | 1    | 1    |
| Flute                         | 1    | 1    | 2    | 2    | 2    | 1    | 2    |
| Oboe                          | 1    | 1    | 2    | 1    | 1    |      | 1    |
| Bassoon                       | 1    | 1    | 2    | 1    | 1    |      | 1    |
| E♭ Clarinet                   | 1    | 1    | 1    | 1    | 1    |      | 1    |
| B♭ Solo Clarinet              |      |      | 1    |      |      |      |      |
| B♭ Clarinet                   | 3    | 3    | 3    | 3    | 3    | 3    | 3    |
| E♭ Alto Clarinet              |      |      |      |      |      |      | 1    |
| B♭ Bass Clarinet              |      | 1    |      | 1    | 1    |      | 1    |
| B♭ Soprano Saxophone          |      |      | 1    |      |      |      |      |
| E♭ Alto Saxophone             | 1    | 2    | 1    | 2    | 2    | 2    | 2    |
| B♭ Tenor Saxophone            | 1    | 1    | 1    | 1    | 1    | 1    | 1    |
| E♭ Baritone Saxophone         |      | 1    | 1    | 1    | 1    |      | 1    |
| B♭ Trumpet                    |      | 3    | 3    | 3    | 3    | 2    | 3    |
| B♭ Cornet                     | 3    |      | 3    |      |      |      |      |
| F Horn                        | 3    | 4    | 4    | 4    | 4    | 2    | 4    |
| Altohorn                      |      | 4    |      |      |      |      |      |
| Trombone                      | 3    | 3    | 3    | 3    | 3    | 2    | 3    |
| Baritone in B♭                | 1    |      | 1    |      |      |      |      |
| 小バス/Euphonium              | 1    | 1    | 1    | 1    | 1    | 1    | 1    |
| Basses                        | 1    | 1    |      | 1    |      |      |      |
| Bass in E♭                    |      |      | 1    |      |      |      |      |
| Bass in B♭                    |      |      | 1    |      |      |      |      |
| Tuba                          |      |      |      |      | 1    | 1    | 1    |
| String Bass                   |      |      |      |      | 1    |      | 1    |
| Electric Bass Guitar          |      |      |      | 1    |      |      |      |
| Drums                         |      |      |      | 1    |      |      |      |
| Timpani                       | 1    |      | 1    | 1    |      | 1    | □    |
| Snare Drum                    | 1    | 1    | 1    |      | ☆    | ●    | 1    |
| Bass Drum                     | 1    | 1    | 1    |      | ◇    | ●    | 1    |
| Cymbals                       |      | 1    | 1    |      |      |      | 1    |
| Suspended Cymbal              | 1    |      |      | 1    | ◇    | ●,▲  |      |
| Tom-tom                       |      |      |      |      |      | ●    |      |
| Triangle                      |      |      | 1    | 1    |      | ▲    | □    |
| Tambourine                    |      |      |      | 1    |      |      |      |
| KAGURA Bells(or Sleigh Bells) |      |      |      |      | ☆    |      |      |
| Wood Block                    |      |      | 1    |      |      |      |      |
| Conga                         |      |      |      | 1    |      |      |      |
| Glockenspiel                  |      |      | 1    | 1    | △    | ▲    | 1    |
| Xylophone                     |      |      | 1    | 1    | 1    | ▲    | 1    |
| Vibraphone                    |      |      |      | 1    | △    |      |      |

#### 2020年度(令和2年度)全日本吹奏楽連盟作曲コンクールの編成
| 楽器名                  | パート数 |
| ----------------------- | -------- |
| Piccolo(Flと持ち替え可) | 1        |
| Flute                   | 2        |
| Oboe                    | 2        |
| Bassoon                 | 2        |
| E♭ Clarinet             | 1        |
| B♭ Clarinet             | 3        |
| E♭ Alto Clarinet        | 1        |
| B♭ Bass Clarinet        | 1        |
| E♭ Alto Saxophone       | 2        |
| B♭ Tenor Saxophone      | 1        |
| E♭ Baritone Saxophone   | 1        |
| B♭ Trumpet              | 3        |
| F Horn                  | 4        |
| Trombone                | 3        |
| Euphonium               | 1        |
| Tuba                    | 1        |
| (String Bass)           | 1        |
| Timpani                 | 1        |
| Percussions             | 5名 以内 |

(  )はオプション

#### 2025年度(令和7年度)課題曲の編成
次の[A]または[B]の何れかとする。
| [A]                                       | [B]                                       |
| ----------------------------------------- | ----------------------------------------- |
| Piccolo                                   | (Piccolo)                                 |
| Flute 1-2                                 | Flute                                     |
| Oboe                                      | (Oboe)                                    |
| Bassoon                                   | (Bassoon)                                 |
| E♭ Clarinet                               | (E♭ Clarinet)                             |
| B♭ Clarinet 1-3                           | B♭ Clarinett 1-2                          |
| E♭ Alto Clarinet                          | (E♭ Alto Clarinet)                        |
| B♭ Bass Clarinet                          | B♭ Bass Clarinet                          |
| E♭ Alto Saxophone 1-2                     | E♭ Alto Saxophone 1-2                     |
| B♭ Tenor Saxophone                        | B♭ Tenor Saxophone                        |
| E♭ Baritone Saxophone                     | E♭ Baritone Saxophone                     |
| B♭ Trumpet 1-3                            | B♭ Trumpet 1-2                            |
| F Horn 1-4                                | F Horn 1-2                                |
| Trombone 1-3                              | Trombone 1-2                              |
| Euphonium                                 | Euphonium                                 |
| Tuba                                      | Tuba                                      |
| String Bass                               | (String Bass)                             |
| Percussion(5名以内で演奏が可能であること) | Percussion(4名以内で演奏が可能であること) |

- ( )の楽器はオプションとして加えること。その際、( )以外の楽器と同じ旋律等を演奏させること(同一旋律等の他楽器演奏中に休符があっても構わない) 。

打楽器について
[A] [B]とも次の打楽器の中から選択すること(記載以外は不可) 。
| Timpani(23” 26” 29” 32”), Snare Drum, Bass Drum, Crash Cymbals, Suspended Cymbal, Tom-tom, Tam-tam, Triangle, Tambourine, Sleigh Bells, Maracas Castanets, Wind-Chime, Conga, Bongo, Claves, Drum-Set, Wood Block, Vibra-slap, Glockenspiel, Xylophone, Vibraphone |

### 関連団体
- 文部科学省
- 文化庁
- 教育委員会
- 全日本吹奏楽連盟
- 日本吹奏楽指導者協会
- 日本マーチングバンド協会
- 日本ジャズ協会21
- 日本吹奏楽普及協会
- 日本音楽教育文化振興会
- 日本管打・吹奏楽学会
- 中部日本吹奏楽連盟
- 全日本学生吹奏楽連盟
- 日本高等学校吹奏楽連盟
- 全国高等学校文化連盟
- 全国中学校文化連盟
- 全日本小学校管楽器教育研究会
- 全日本小学生金管バンド連盟

## アメリカやカナダのスクールバンド
アメリカやカナダなどでは、音楽の授業として活動している吹奏楽またはそれに近い編成の楽団のことを指す。

### アメリカのスクールバンドの特徴
アメリカ合衆国の教育では正規の授業として「吹奏楽」があり、専門の指導者(音楽教育学士の学位とバンドマスターの資格所有者)によって小学校、中学校、高等学校、大学と一貫して指導される。また音楽教育の基準として指導内容が系統づけられており、スクールバンド活動として、基礎的な技能の習得、上級の技能の習得、各楽器毎の技能の習得について細やかな指導内容が示してある。アメリカでは、スクールバンドと音楽は一心同体であり、スクールバンドが裾野として支えられているからこそ大学とかプロの頂点に立つバンドが存在している。また、スクールバンドは小学校から高等学校までの全人教育の一環として確立した地位を与えられている。
吹奏楽コンクール(コンテスト、フェスティバル)は、州毎によって独自に運営され開催されている。各州での吹奏楽コンクールは1920年代から始まり、以前は課題曲を設定し細かく厳密に審査していたが、今日ではバンドのカラーを重視し、音楽的に優れたバンドを評価するようになった。また初見視奏を課すことが一般的である。
| 楽器                                       | 小学校バンド・中学校バンド の初心者バンド | 高校バンド |
| ------------------------------------------ | ----------------------------------------- | ---------- |
| Piccolo                                    | -                                         | 0-1        |
| Flute                                      | ○                                         | 8-10       |
| Oboe                                       | opt.                                      | 1-2        |
| English Horn                               | -                                         | 0-1        |
| Bassoon                                    | opt.                                      | 1-2        |
| E♭ Clarinet                                | -                                         | 0-1        |
| B♭ Clarinet                                | ○                                         | 8-24       |
| E♭ Alto Clarinet                           | -                                         | 0-1        |
| B♭ Bass Clarinet                           | -                                         | 1-2        |
| EE♭ Contra-Alto Clarinet                   | -                                         | 0-1        |
| BB♭ Contrabass Clarinet                    | -                                         | 0-1        |
| E♭ Alto Saxophone                          | ○                                         | 4-6        |
| B♭ Tenor Saxophone                         | ○                                         | 2-3        |
| E♭ Baritone Saxophone                      | ○                                         | 1-2        |
| B♭ Trumpet                                 | ○                                         | 8-10       |
| F Horn                                     | ○                                         | 4-6        |
| Trombone Bass Trombone 1名を含む場合もある | ○                                         | 3-9        |
| Euphonium or Baritone                      | ○                                         | 1-4        |
| Tuba                                       | ○                                         | 1-4        |
| String Bass or Electric Bass Guitar        | -                                         | 0-1        |
| Drums                                      | ○                                         | 1          |
| Timpani                                    | ○                                         | 1          |
| Snare Drum                                 | ○                                         | ○          |
| Bass Drum                                  | ○                                         | ○          |
| Cymbals crash,ride,suspended               | ○                                         | ○          |
| Tambourine                                 | ○                                         | ○          |
| Slide Whistle                              | ○                                         |            |
| Multi Tenor Drums or Quads Drums           | -                                         | ○          |
| Tom-toms                                   | -                                         | ○          |
| Glockenspiel (Orchestra Bells)             | ○                                         | 2          |
| Xylophone                                  | ○                                         | 2          |
| Marimba                                    | -                                         | 2          |
| Vibraphone                                 | -                                         | 2          |
| Tubular Bells(Chimes)                      | ○                                         | 2          |

## イギリスのスクールバンド
イギリスの教育における初等学校、中等教育学校では、音楽の授業の中で合奏授業(Whole-Class Ensemble Teaching, WCET)として、学校の教員と専門の楽器演奏指導者から1年間(2学期制のうち最低でも1学期)で同じ楽器を週に1回、楽器演奏を学びながら合奏に取り組むことになっており、3年生から6年生、通常は3年生か4年生の1年間で学ぶことになっている。スクールバンドの形態は、吹奏楽に限らず単一楽器のみのアンサンブルや同族楽器によるアンサンブルである場合もある。音楽の授業としてスクールバンドのほか、ほとんどの学校でサークル活動としてスクールバンドを設置している。

### 目的
- 楽器の演奏を通して音楽的な能力を実践的に身につけること。
- 楽器による合奏授業を通して、様々な場面での教育的効果の波及に繋げること。

### 歴史
1990年代後半、数学や英語などの主要教科を重視する教育政策により、音楽の時間が削減されるようになる。
- 2001年 イギリス政府が教育白書で「すべての希望する子どもが楽器を学べるようにする」ことを目標として掲げる。
- 2002年-2003年 イングランドで学校外の楽器指導者が学校の授業で楽器指導を行う試験プロジェクト(Wider Opportunities, WO)を1,000名以上の初等学校の児童を対象に実施。
- 2004年 イングランド教育監査局が、WOに全体的に優れた教育効果が確認されたと報告する。同時に、3年生から6年生までの全ての児童が少なくとも1年間、楽器の専門的な授業を無償で受けられること、学校は個人または地域公共音楽サービスと連携し、WOを実施するための人材を確保し新たな音楽経験、音楽的スキル、専門の楽器授業を取り入れた授業を実現することを勧告。イングランド全域でWOが実施される。
- 2011年 イギリス政府が音楽教育国家計画(National Plan for Music Education, NPME)が公示され、「5歳から18歳までのすべての子どもが、学級全体での合奏指導プログラムを通じて、楽器演奏を学ぶ機会をもつようにし、理想的には1年間(2学期制のうち最低でも1学期)で同じ楽器を週に1回の授業を受けること」が記述される。
- 2022年 イギリス政府が「人生を変える音楽の力 - 音楽教育のための国家計画」[23]を告示。課外活動として、初等学校では地域社会、⽣徒の興味や要望を考慮した器楽合奏団(管弦楽団を含む)を1つ以上設置すること、中等教育学校では様々な生徒の要望に応える多様な器楽合奏団(管弦楽団やジャズバンド等)を1つ以上設置することが義務付けられる。

### 全英吹奏楽祭(National Concert Band Festival, NCBF)
英国各地で6つの地域吹奏楽祭と全英吹奏楽吹奏楽祭を開催し、吹奏楽団やジャズバンドの音楽と活動を称賛し、促進しています。この大会は、友好的で親しみやすく、音楽的に豊かな環境で、独特な演奏の機会を提供することを目指しています。
楽団は地元の地域吹奏楽祭に参加し、そこで仲間、両親、観客、 NCBF審査員の前で演奏します。審査員はNCBF賞の基準に基づいて審査を行います。楽団は互いに競い合うのではなく、パフォーマンスの様々な側面について講評され、成果を示すプラチナ、ゴールド、シルバー、ブロンズの賞状が授与されます。  
様々にカスタマイズされた楽団は、楽団編成に分類され、同様の楽団形態の中で演奏する。演奏が高評価だった楽団は、毎年開催されるNCBF全英吹奏楽祭に招待されます。全英吹奏楽祭は、王立ノーザン音楽大学、王立バーミンガム音楽院、王立スコットランド音楽院、王立ウェールズ音楽演劇大学、ザ・セージ・ゲーツヘッドなどの会場で開催されます。ここで出場楽団は、これまでの経験を基に達成可能な最高水準を目指して、再度、演奏することになります。
参加する楽団は、NCBFレパートリー・リスト(課題曲)から少なくとも1曲を選択する必要があります。このリストは、吹奏楽団とジャズバンドの発表されたレパートリーの豊富な多様性が促進され、積極的に探求されるようにするために作成されています。吹奏楽団はさらに、英国の作曲家の曲を含める必要があり、その曲もレパートリー・リスト(課題曲)から選択できます。吹奏楽団とジャズバンドの音楽の親善大使として、NCBFはあらゆる年齢と能力の音楽を奨励し、支援することを誇りに思うとともに、世界中のバンド・コミュニティの育成にも貢献しています。 
部門は吹奏楽部門とビッグバンド部門の2つの部門が設置されている。

#### スクールバンドが出場できる部門
楽団は1つの地域吹奏楽祭にのみ、1つの部門のみに参加できます。全ての演奏者は楽団の正規団員である必要があります。講師は学校部門や青少年部門で演奏することはできません。
- 吹奏楽

| 部門     | 部門         | 参加資格等 |
| -------- | ------------ | --- |
| ジュニア | ジュニア     | 地域吹奏楽祭当日で14歳以下の初心者/中級者で構成される楽団向け。各楽団は、現在のレパートリー・リスト(課題曲)から1曲を含む10-15分の曲目を演奏。推奨楽器数に満たない楽団でも参加可。                                              |
| 学校     | 学校         | 1つの学校の演奏者のみで構成される楽団。演奏者は全員、その学校で全日で教育を受けていること、地域吹奏楽祭当日で19歳以下であること。学校内に全く異なる楽団を2つ構成できるほどの演奏者がいない限り、1校につき1つの楽団のみが許可。 |
| 青少年   | 音楽センター | 地域吹奏楽祭当日で19歳以下であること。複数の学校、シックスフォーム・カレッジ(短期大学)、音楽センターに通う演奏者で構成される地域青少年楽団および一般楽団向け。                                                                 |
| 青少年   | 郡           | 地域吹奏楽祭当日で19歳以下であること。上記のように複数の音楽センター等が含まれ大都市自治体または郡を代表する楽団。 |
| 地域     | 地域         | あらゆる年齢、あらゆるレベルの演奏者が参加する楽団向け。 |
| オープン | オープン     | 音楽大学や高等教育機関の楽団、およびこのレベルへの参加を希望する青少年楽団や地域楽団のための最高の吹奏楽部門。 |

- ビッグバンド

| 部門     | 部門         | 参加資格等 |
| -------- | ------------ | --- |
| ジュニア | ジュニア     | 地域吹奏楽祭当日で14歳以下の初心者/中級者で構成される楽団向け。各楽団は、現在のレパートリー・リスト(課題曲)から1曲を含む10-15分の曲目を演奏。推奨楽器数に満たない楽団でも参加可。 |
| 学校     | 学校         | 1つの学校の演奏者のみで構成される楽団。演奏者は全員、その学校で全日で教育を受けていること、地域吹奏楽祭当日で19歳以下であること。楽団は、リード楽器(サキソフォーン)、金管楽器、リズム・セクションの許容されるラインナップで構成され、演奏者は最低14名であること。このレベルでは、青少年楽団も参加できます。 |
| 青少年   | 音楽センター | リード(サキソフォーン)、金管楽器、リズム・セクションの許容されるラインナップで構成された楽団で、最低14名の演奏者で構成され、地域吹奏楽祭当日に19歳以下であること。複数の学校、シックスフォーム・カレッジ(短期大学)、音楽センターに通う演奏者で構成される地域青少年楽団および一般楽団向け。                  |
| 青少年   | 郡           | 地域吹奏楽祭当日で19歳以下であること。上記のように複数の音楽センター等が含まれ大都市自治体または郡を代表する楽団。 |
| 地域     | 地域         | あらゆる年齢、あらゆるレベルの演奏者が参加する楽団向け。 |
| オープン | オープン     | リード(サキソフォーン)、金管楽器、リズム・セクションの許容されるラインナップで構成され、最低14名の演奏者で構成される楽団 (リハーサル・バンドを含む) 向けの最高峰のビッグバンド部門。青少年楽団もこのレベルに参加できます。                                                                                  |

## ドイツのスクールバンド
ドイツの教育では、基礎学校(1-4年生)では、午後から平日1-2日で1時間程度、労働共同体(Arbeitsgemeinschaft, AG)という学習グループで、種々の楽器の初歩的なアンサンブルおよび合奏に取り組むことができる。音楽AGの講師は公立の音楽学校や地域の管弦楽団などから派遣される。ギムナジウム、実科学校、基幹学校、総合学校などの中等教育(5-6年生)では、吹奏楽に取り組むことができ、必須授業として合奏授業(Musizierklasse)を実施する学校もある。中等教育では特色授業(Profilklassen)として学校独自の教育課程により選択性で音楽コース(Musikklasse)を設置し、吹奏楽、管弦楽、ビッグバンドを選択できるようにしている学校が多い。中等教育(7-8年生)では音楽AGで吹奏楽や管弦楽への参加を条件にしている学校もあり、中等教育(11-12年生または11-13年生)でも継続できることが多い。
ノルトライン＝ヴェストファーレン州では、「すべての子どもに楽器を(Jedem Kind ein Instrument, JeKi)」プロジェクト(2007年-2018年)に参加している基礎学校では、入学時(1年生)から週に1時間、楽器の導入を行い、2年生で楽器を選び、3−４年生で週に1時間の合奏授業が行われた。JeKiのレッスンは1年生では必須で無料だが、2年生以降では任意で有料であった。現在では、「すべての子どものための楽器、ダンス、歌(Jedem Kind Instrumente, Tanzen, Singen, JeKits)」プロジェクト(2015年-)に参加している基礎学校では、入学時(1年生)から週に1時間、楽器の演奏、ダンス、歌唱など、音楽とその表現形式に関する基本的な経験を積み、2年生で「JeKits管弦楽団」や「JeKitsダンスアンサンブル」、「JeKits合唱団」で一緒に音楽を作ったりダンスをしながら、楽器演奏、ダンス、歌唱の技術を伸ばす。JeKitsのレッスンは1年生では必須で無料だが、2年生以降では任意(週に2回)で有料となる。

### 歴史
第二次世界大戦終戦後、戦前に国威高揚(プロパガンダ)に音楽が利用された反省から、イデオロギー色を払拭して合唱と合奏教育が行われるが、鑑賞と楽理的な分析が中心の内容になり、音楽演奏と音楽的な能力の育成は軽視されるようになっていく(1990年代半ばまで)。
- 1990年代 アメリカの吹奏楽の授業を参考に、管楽器や弦楽器の合奏授業が実施されるようになる。
- 2000年 「音楽(教育)とその効果 - ベルリンの基礎学校での長期研究」(H.G.Bastian)で、演奏を中心とする音楽授業を増加した結果、児童の認知能力、社会性、集中力に対する効果が観察された、と報告される。
- 2003年 半日制だった学校の全日制への移行がはじまる。午後の授業は、地域のスポーツ団体や文化施設・団体との連携で、多様な活動に取り組めるようになる。ノルトライン＝ヴェストファーレン州ボーフムの基礎学校でJeKiの試験プロジェクト(2年間)がはじまる。
- 2007年 ノルトライン＝ヴェストファーレン州ルール地方で「欧州文化首都ルール2010」の協力プロジェクトとしてJeKiを実施(2018年まで)。
- 2009年 ノルトライン＝ヴェストファーレン州以外でもJeKiと同様のプロジェクトが実施される。
- 2015年 ノルトライン＝ヴェストファーレン州全域でJeKitsを実施。

### ドイツ合奏コンクール(Deutscher Orchesterwettbewerb, DOW)
全国規模のドイツ合奏コンクール (DOW)は4年毎に6月に開催され、前年の9-11月に16の連邦州で予選が開催されます。州コンクールはアマチュア器楽音楽の振興を目的とし、州音楽評議会が責任をもって実施しています。
部門は大人の部と青少年の部の2つがある。

#### スクールバンドが出場できる部門
- 青少年の部(2003年6月1日以降に生まれた者(2024年の規定))

楽団におけるプロ奏者（アマチュアではない）の割合は、参加者の20%以下とする。
楽団と独奏楽器による作品は不可とする。
原則としてオリジナル作品のみとする。演奏できない場合は修正を許可する。
演奏時間は、演奏のみで20分以上30分以内とする。
| 部門                     | 参加資格等                                                                                           |
| ------------------------ | --- |
| 管弦楽                   | 40名以上                                                                                             |
| 室内楽                   | 15名以上39名以下                                                                                     |
| 吹奏楽                   | 楽器編成が整った35名以上。電子楽器(エレキベース、シンセサイザー等)は楽譜に記載がある場合のみ使用可。 |
| マンドリン・オーケストラ | 16名以上                                                                                             |
| ギター・アンサンブル     | 12名以上                                                                                             |
| アコーディオン合奏       | 16名以上                                                                                             |
| ビッグ・バンド           | 11名以上26名以下。各管楽器はできる限りソロ演奏をする。                                               |
| オープン                 | 12名以上                                                                                             |

## フランスのスクールバンド
フランスの教育において一般的な小学校、コレージュ(中学校)、リセ(高等学校)では、授業で吹奏楽に取り組むことがないうえに部活動等のサークル活動が存在せず吹奏楽に触れることはない。一方で音楽学校による音楽専門教育が充実しており、前述の学校のほかに音楽学校に通い管打楽器を専攻することで、音楽学校の吹奏楽団で吹奏楽に取り組むことができる。

## 韓国のスクールバンド
大韓民国の教育における初等学校学校、中学校、高等学校のスクールバンドは、「トンアリ(クラブ活動)」という授業で活動したり、「パンガフ(放課後学校)」という放課後活動で活動している。

### トンアリ(サークル活動)
週に1-2時間程度「トンアリ」というクラブ活動の授業で、指導する先生や楽器、練習場所があれば、吹奏楽を選択し取り組むことができる。韓国では大学受験が激化している(大韓民国の入学試験を参照)ため、普通高等学校では「トンアリ」は形骸化しており、高等学校で吹奏楽など音楽活動に取り組みたい場合は、職業高等学校に進学することがほとんどである。
教育課程でトンアリの目標は、「トンアリに自発的に参加して、素質と適性を啓発し、日常の生活を豊かに培っていくことのできる審美的感性を育てる。」と定められている。

### パンガフ(放課後学校)
放課後に行われる塾や習事教室のことで、講師は当該校の教員が務めることもできるが、学校が外部講師を手配する場合が多い。講座は無料のものと有料のものがあり、有料の場合は保護者が謝礼を支払うシステムになっている。地域の人材を活用しているため、吹奏楽や管打楽器の指導ができる講師がいる場合は、吹奏楽や各管打楽器の講座が開講される。

### 歴史

#### 戦前
1910年8月29日の韓国併合以降、日本統治時代の朝鮮では、正式な西洋音楽教育が導入された。音楽は朝鮮総督府の大学教育の中心となるカリキュラムの一部に含まれ、必修科目となり、内地同様に楽団が設立された。
- 1930年(昭和5年) 江景商業中学校(現 江景商業高等学校)吹奏楽団、喇叭鼓隊が設立。
- 1931年(昭和6年) 金泉中学校吹奏楽団設立。
- 1934年(昭和9年) 京城師範学校音楽部設立。
- 1935年(昭和10年) 京城中学校吹奏楽団設立。
- 1936年(昭和11年) 龍山中学校吹奏楽団設立。
- 1937年(昭和12年) 昭和工科学校吹奏楽団設立。
- 1938年(昭和13年) 養生中学校吹奏楽団設立。
- 1938年(昭和13年) 木浦商業学校校楽隊設立。
- 1938年(昭和13年) 京城第二高等女学校鼓笛隊設立。
- 1940年(昭和15年) 仁川公立中学校音楽部設立。
- 1941年(昭和16年) 水原商業専修学校吹奏楽団設立。
- 1941年(昭和16年)12月8日 太平洋戦争開戦。
- 1942年(昭和17年) 雄基松覘漕区民学校音楽部旋律喇叭隊設立。
- 1942年(昭和17年) 咸南中学校吹奏楽団設立。
- 1942年(昭和17年) 中央中学校吹奏楽団設立。

#### 戦後
- 1945年(昭和20年)8月15日 太平洋戦争終戦。
- 1945年(昭和20年)9月9日 在朝鮮アメリカ陸軍司令部軍政庁による統治。
- 1948年(昭和23年)8月15日 大韓民国建国。
- 1950年(昭和25年)6月25日 朝鮮戦争勃発。
- 1953年(昭和28年)7月27日 朝鮮戦争休戦協定調印。
- 1950年代 高等学校で軍事訓練(ドリル)の行進のために吹奏楽団を編成(1970年代まで)。
- 1969年(昭和44年) 韓国政府教育部から第2次教育課程の告示により、「特別活動」が実施される。
- 2009年(平成21年) 韓国政府教育部から2009改訂教育課程の告示により、「特別活動」が再編され、「自律活動」、「サークル活動(トンアリ)」、「ボランティア活動」、「キャリア活動」の4領域から構成される「創意的体験活動」が実施される。

### 大韓民国吹奏楽コンクール
韓国管楽協会(Korea Brass band Association,KBA)が主催する吹奏楽コンクール。部門は、初等学校の部、中学校の部、高校の部、特別の部(管弦楽も可、合同も可。校種による部門分けをしない。)、一般の部が設置されている。一般の部では社会人のほか大学生も出場できる。予選はなく全国大会のみで8月に開催される。
2024年大会では、初等学校で吹奏楽が9校、中学校で吹奏楽が15校、高校で吹奏楽が11校、特別の部で吹奏楽が12団体、管弦楽が7団体、一般の部で吹奏楽が4団体、管弦楽が3団体、ビッグバンドが1団体、出場した。

#### 趣旨・目的
- 韓国の吹奏楽による発展を図る
- 学校音楽の発展および芸術文化の底辺の拡大
- 青少年の情緒の涵養および自我達成による品行方正を喚起
- 吹奏楽活動による協働、人格、配慮の人間性育成
- 水準の高い音楽を通じた技量向上および文化の享遊を伸長
- 国際化時代を導き、青少年音楽文化のグローバル化に寄与

#### スクールバンドが出場できる部門
| 部門         | 演奏形態                   | 参加資格等                                                                                                 |
| ------------ | -------------------------- | --- |
| 初等学校の部 | 吹奏楽                     | 学校単位で単独                                                                                             |
| 中学校の部   | 吹奏楽                     | 学校単位で単独                                                                                             |
| 高等学校の部 | 吹奏楽                     | 学校単位で単独                                                                                             |
| 特別の部     | 吹奏楽 / 管弦楽            | 学校単位で単独 / 学校同士の合同                                                                            |
| 一般の部     | 吹奏楽 / 管弦楽 / そのほか | 同一自治体内の社会人団体および音楽専攻学生を除く学生団体による吹奏楽団、管弦楽団、合奏同好会、音楽サークル |

## 台湾のスクールバンド
台湾のスクールバンドは、台湾の教育における国民小学3年生以上、国民中学、高級中等学校(普通型高級中等学校、技術型高級中等学校)で行われる授業「綜合活動」に含まれる「団体活動」における「社団」と呼ばれるクラブ活動の1つである。週に国民小学で80分(40分×2)、国民中学で135分(45分×3)、高級中学で100-150分(50分×2または3)の授業時間のほか、昼休みや放課後、土日に活動することもある。「社団」の練習日数・時間は日本の部活動のそれと比べると少ない。一部の学校では、アメリカ同様、音楽の授業として活動しているバンドもある。そのため台湾全国学生音楽コンクールでは、前者を「B組」、後者を「A組」として種別を分けて、登録、演奏、審査をしている。
埔里ではベネズエラのエル・システマを参考にした「蛹の声」音楽育成計画(EI Sistema Puli エル・システマ埔里)を実施し、地域内の国民小学と国民中学の管弦楽団、弦楽団、チェロ合奏団、吹奏楽団、金管バンド、リコーダー合奏団の地域バンドとして「埔里Butterfly青年楽団」を組織し、首席団員(20歳以上の職業音楽家)と正団員(16歳以上の音楽科学生)ほかによる「埔里Butterfly交響楽団」を連携させて活動している。

### 歴史

#### 戦前
1895年以降日本統治時代の台湾では、正式な西洋音楽教育が導入された。音楽は台湾総督府の大学教育の中心となるカリキュラムの一部に含まれ、必修科目となり、内地同様に楽団が設立された。
- 1909年(明治42年) 台北第一師範学校(現台北市立教育大学)吹奏楽団が設立。
- 1919年(大正8年) 台南師範学校(現国立台南大学)校友会音楽部が設立。
- 1928年(昭和3年) 台中師範学校(現国立台中教育大学)吹奏楽団が設立。
- 1931年(昭和6年) 末広尋常高等(現 台北市万華区福星国民小学)吹奏楽団が設立。
- 1937年(昭和12年) 台北第二中学校(現台北市立成功高級中学)吹奏楽団が設立。
- 1937年(昭和12年) 台北工業学校(現国立台北科技大学)吹奏楽団が設立。
- 1938年(昭和13年) 彰化第一公学校(現 彰化県彰化市中山小学校)喇叭鼓隊が設立。
- 1939年(昭和14年) 台東小学校音楽部が設立。
- 1939年(昭和14年) 台北市第二高等女学校(現台北市立第一女子高級中学)鼓笛隊が設立。
- 1941年(昭和16年)12月8日 太平洋戦争開戦。
- 1942年(昭和17年) 台北第二国民学校音楽部が設立。
- 1942年(昭和17年) 台中第二中学校(現台中市立台中第二高級中等学校)吹奏楽団が設立。
- 1942年(昭和17年) 朴子公学校(現 朴子国民小学)吹奏楽団が設立。
- 1942年(昭和17年) 羅東公学校吹奏楽団が設立。
- 1942年(昭和17年) 鳳林公学校(現 高雄市立鳳林国民小学)報国吹奏楽団が設立。

#### 戦後
- 1945年(昭和20年)8月15日 太平洋戦争終戦。
- 1945年(昭和20年)10月25日 中華民国国民政府が台湾を接収し、台湾省を設置した（台湾光復）。
- 1946年(昭和21年)6月26日 全面的に第二次国共内戦に突入。
- 1949年(昭和24年)12月7日 中華民国政府が台北に移転。

中華民国式と旧日本式の教育体系が混在。
- 1963年(昭和38年)8月 中華民国政府行政院教育部が62課標を施行、「週会、班会および課外活動」(週１単位)が実施。
- 1968年(昭和43年)8月 68暫標を施行、義務教育9年制が施行され、現在の教育体系が完成(台湾の教育史を参照)。
- 1973年(昭和48年)8月 72課標を施行、「週会、班会および課外活動」を「週会、班会および連課活動」に改称。
- 1997年(平成9年)8月 94課標を施行、「連課活動」は「社団活動」に改称。「団体活動」に「班会および社団活動」が含む。
- 2001年(平成13年)8月 00暫標を施行、「綜合活動」の新設。「綜合活動」に「団体活動」を含む。

### 台湾全国学生音楽コンクール
国民小学、国民中学、高級中学、大学を対象とした音楽コンクール。児童器楽、吹奏楽、マーチングのほかに管弦楽や弦楽合奏、室内楽（ピアノの3重奏、ピアノ5重奏、弦楽4重奏、ハーモニカ4重奏)、合唱、中国伝統楽器合奏、絲竹室内楽(中国楽器室内楽)、リコーダー合奏、ハーモニカ合奏の団体種目の部門と、木管各楽器、金管各楽器、マリンバのほかにリコーダー、ハーモニカ、古筝、揚琴、中国琵琶、柳葉琴、阮咸、音楽作曲の個人種目の部門がある。予選(11月)と決勝大会(3月)があり、個人種目は台湾全土を対象とするが、団体種目は台湾を北ブロック、中ブロック、南ブロックの3ブロックに分け、それぞれのブロック内を対象とする。マーチング部門と打楽器アンサンブル部門以外の部門では、指定曲(課題曲)と自由曲を演奏する。マーチング部門は、自由曲をメドレー形式で演奏する。打楽器アンサンブル部門は、自由曲2曲を演奏する。指定曲には日本人の作曲家による作品が選ばれることがある。国民小学から大学まで、音楽の授業・学部・学科・研究所に在籍する児童・生徒・学生を対象にした種別を「A組」、音楽以外の授業・学科・学科・研究会に在籍する児童・生徒・学生を対象にした種別を「B組」として分けて、登録、演奏、審査する。

#### 目的
- 生徒の音楽への関心を育み、音楽リテラシーを向上させること。
- あらゆるレベルの学校での音楽教育を強化すること。

#### 組織
- 全国学生音楽コンクール委員会とし、下部組織がある。
- 管轄は教育部。
- 主催は、予選：市・県教育局、県・市、決勝大会：国立台湾芸術教育センター（英語版）。
- 決勝大会の主管は、新竹県政府教育局(北ブロック)、雲林県(中ブロック)、台南市教育局(南ブロック)、高雄市教育局(個人種目)。
- 共催は、教育省国民・就学前教育局、市および郡の教育局、郡および市、高雄市文化局、国立高雄師範大学。

#### スクールバンドが出場できる部門
| 部門                | 校種・種別                                                              | 参加資格 |
| ------------------- | ----------------------------------------------------------------------- | --- |
| 児童器楽            | 国民小学A/国民小学B                                                     | 15名〜60名まで。補員は3名まで。身分に関係なく指揮者1名。 |
| 吹奏楽              | 国民小学A/国民小学B/国民中学A/国民中学B/高級中学A/高級中学B/大学A/大学B | 10名〜80名まで。補員は3名まで。身分に関係なく指揮者1名。 |
| マーチング 70名以下 | 国民小学A/国民小学B/国民中学A/国民中学B/高級中学A/高級中学B             | フィールドの広さは幅80ヤード(73m)、奥行40ヤード(37m)。 「70人以下」のチームの参加児童・生徒人数および生徒指揮者の人数に下限はない。 身分に関係なく複数名の指揮者をおくことができる。 |
| マーチング 71名以上 | 国民小学A/国民小学B/国民中学A/国民中学B/高級中学A/高級中学B             | フィールドの広さは幅80ヤード(73m)、奥行40ヤード(37m)。 「71名以上」チームの参加児童・生徒人数および生徒指揮者の上限は150名。 身分に関係なく複数名の指揮者をおくことができる。        |
| 室内楽 木管5重奏    | 中学校A/国民中学B/高級中学A/高級中学B/大学A/大学B                       | フルート1名、オーボエ1名、クラリネット1名、ファゴット1名、ホルン1名。補員は1名まで。                                                                                                 |
| 室内楽 金管5重奏    | 中学校A/国民中学B/高級中学A/高級中学B/大学A/大学B                       | トランペット2名、ホルン1名、トロンボーン1名、チューバ1名。補員は1名まで。 |
| 打楽器アンサンブル  | 国民小学A/国民小学B/国民中学A/国民中学B/高級中学A/高級中学B/大学A/大学B | 6名〜25名まで。補員は3名まで。身分に関係なく指揮者1名をおくことができる。 |
| フルート独奏        | 国民中学A/国民中学B/高級中学A/高級中学B/大学A/大学B                     | 一人１部門のみ |
| オーボエ独奏        | 国民中学A/国民中学B/高級中学A/高級中学B/大学                            | 一人１部門のみ |
| クラリネット独奏    | 国民中学A/国民中学B/高級中学A/高級中学B/大学                            | 一人１部門のみ |
| バスーン独奏        | 国民中学A/国民中学B/高級中学A/高級中学B/大学                            | 一人１部門のみ |
| サキソフォン独奏    | 国民中学A/国民中学B/高級中学A/高級中学B/大学                            | 一人１部門のみ |
| ホルン独奏          | 国民中学A/国民中学B/高級中学A/高級中学B/大学                            | 一人１部門のみ |
| トランペット独奏    | 国民中学A/国民中学B/高級中学A/高級中学B/大学                            | 一人１部門のみ |
| トロンボーン独奏    | 国民中学A/国民中学B/高級中学A/高級中学B/大学                            | 一人１部門のみ |
| チューバ独奏        | 国民中学A/国民中学B/高級中学A/高級中学B/大学                            | 一人１部門のみ |
| マリンバ独奏        | 国民中学A/国民中学B/高級中学A/高級中学B/大学                            | 一人１部門のみ |

- 各種別のAは音楽の授業・学部・学科・研究所に在籍する生徒・学生が対象。Bは音楽以外の授業・学科・学科・研究会に在籍する生徒・学生が対象。
- ユーフォニアム独奏部門を今後、設置予定。

## スクールバンド向け作品の作曲コンクール等

### 日本
- 日本管打・吹奏楽学会作曲賞〜スクールバンドのためのレパートリーコンテスト〜 (日本管打・吹奏楽学会)

小学校・中学校・高等学校の吹奏楽活動における様々な編成(小編成〜大編成、管楽器を含む自由な編成)に対応する新しいレパートリーの開発と普及を目的として実施。また、学校現場の実態に即した教材的要素に適応する若い優秀な作曲家の育成も目的とする。
- 21世紀の吹奏楽“響宴” スクールバンド・プロジェクト (“21世紀の吹奏楽”実行委員会)

教育的な内容の吹奏楽作品の開発・発信を目的とした委嘱プロジェクト
技術的にはグレード2.5〜3程度の、しかし音楽的には内容の高い作品
コンクールや学校行事おける演奏に好適な作品
音楽の形式やスタイル、表現の基礎を学ぶことができる作品
25名かそれ以下で演奏可能な作品
演奏時間6〜8分の作品(ただし作品の内容や目的に応じて、さらに長くとも、あるいは短くとも結構)

### 海外

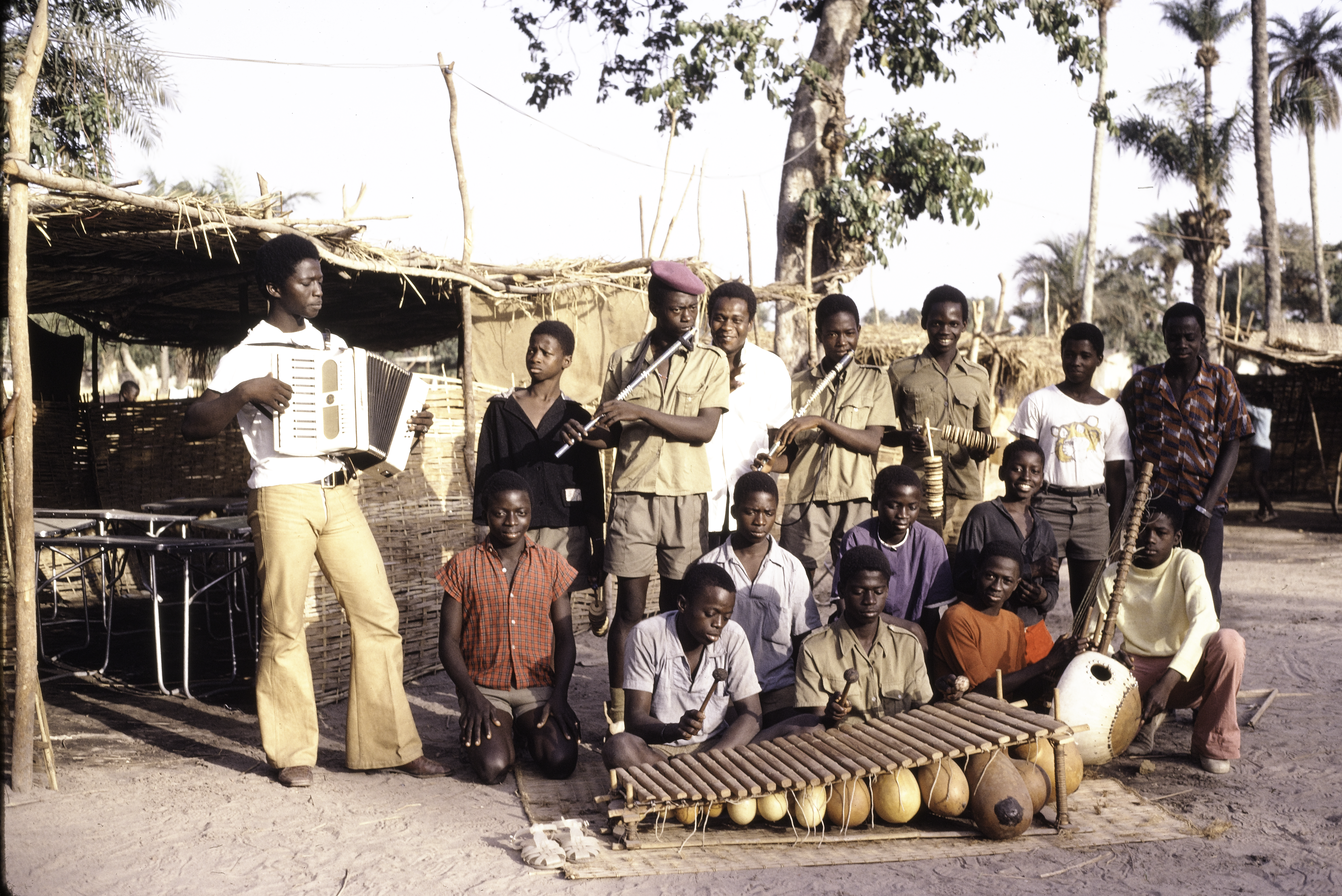
ギニア・カーボベルデ独立アフリカ党 、セネガル、 ジガンショール の高等学校バンド、1973

- バーバラ・ビュールマン作曲コンテスト (ミッドウェスト・クリニック委員会)

ミッドウェスト・クリニック（英語版）の中で、優勝作品が初演される34歳以下を対象とした作曲コンテスト。
偶数年は中学生バンド向け作品部門、奇数年は高校生バンド向け作品部門とする。
賞金は高校バンド向け作品部門が3,000ドル、中学校バンド向け作品部門が2,000ドルとする。
優勝作品は12月に開催されるミッドウェスト・クリニックで初演される。
応募作品は高校バンドに適した6分以内、または中学校バンドに適した4分以内の作品とする。